# Ivo Šorli
Ivo Šorli, slovenski pesnik, pisatelj, dramatik, publicist in prevajalec, * 19. april 1877, Podmelec, † 17. november 1958, Bokalce pri Ljubljani (pokopan v Kranju).

## Življenje
Rodil se je v kmečki družini očetu Jožetu in materi Jožefi (rojena Jekše). Ivo Šorli je po končani gimnaziji v Gorici študiral pravo v Gradcu. Služboval je kot notar v Istri, leta 1918 pa se je umaknil v Jugoslavijo. Objavljati je začel na začetku 20. stoletja in bil poznan kot eden vodilnih slovenskih romanopiscev, novelistov in mladinskih pisateljev. Uporabljal je psevdonim Ferdo Sokol. Objavljal je v domači periodiki, tudi v ženski reviji Slovenki.  Kersnikov vpliv se kaže v opisih tržaškega okolja in strankarskih bojev. Sodeloval se je z Ivanom Cankarjem  in Otonom Župančičem, o čemer piše v avtobiografskem romanu Moj roman (1940).

## Delo
Začel je kot pesnik. Za njegove lirske pesnitve je značilen vpliv moderne. Dogajalni prostor  sta meščansko in vaško okolje, njegove prepoznavna tema je strastna ženska erotika (Povest o neki drugi (1903), Brez tragike (1905), Tolažnica (1907), Barčica po morju plava (1909)).
V slogu spominja na Frana Govekarja in Guya de Maupassanta.  Izbor njegovih prevedenih novel ima naslov Novele in je izšel leta 1909 (novele: Debeluška, Končano, Morilec, Poleno, Resnična dogodba, Skrbnik, Srečanje, Vrvica). Pogled na ženske je oblikoval ob spisu Über die Weiber filozofa Arthurja Schoppenhauerja. 
Od pripovednih žanrov je pisal kmečko povest o  življenje na Tolminskem, zlasti med prvo svetovno vojno, pisemsko novelo in okvirno novelo. Izmed del za otroke in mladino je bila najbolj uspešna knjiga V deželi Čirimurcev (1922), ki jo je ilustriral Hinko Smrekar.
Iz francoščine in italijanščine je prevedel več opernih libretov.